# Hirschhorn (Renânia-Palatinado)
Hirschhorn é um município da Alemanha localizado no distrito de Kaiserslautern, estado da Renânia-Palatinado.
Pertence ao Verbandsgemeinde de Otterbach.